# Kromwijkdreefbrug
De Kromwijkdreefbrug is een bouwkundig kunstwerk in Amsterdam-Zuidoost.
De brug is gelegen in de Kromwijkdreef. Die dreef is alleen toegankelijk voor snelverkeer en dat houdt in deze wijk in dat de weg op een dijklichaam ligt. De Kromwijkdreef doorsnijdt de K-buurt, waarvan echter de hoogbouw deels na de sanering begin 21e eeuw is vervangen door laagbouw. De brug overspant een siergracht aan de zuidrand van de K-buurt, waarnaast tevens een naamloos fietspad ligt (tussen 1e Kekerstraat en Klieverinkweg).
De brug is ontworpen door Dirk Sterenberg werkend bij de Dienst der Publieke Werken, die eenzelfde brug ontwierp voor de brug 1077 in de Huntumdreef. De bouw begon in 1975; in juni 1976 was het werk klaar. Opvallend zijn de brugpijlers, die de vorm van een kristal lijken te hebben. De brug kreeg in 2018 haar naam, vernoemd naar de dreef die op zich vernoemd is naar een aantal patriciërshuizen in de provincie Utrecht, zoals Cromwijck. 
Direct ten westen van de Kromwijkdreefbrug ligt de Kekermetrobrug in de Metrolijn 53.

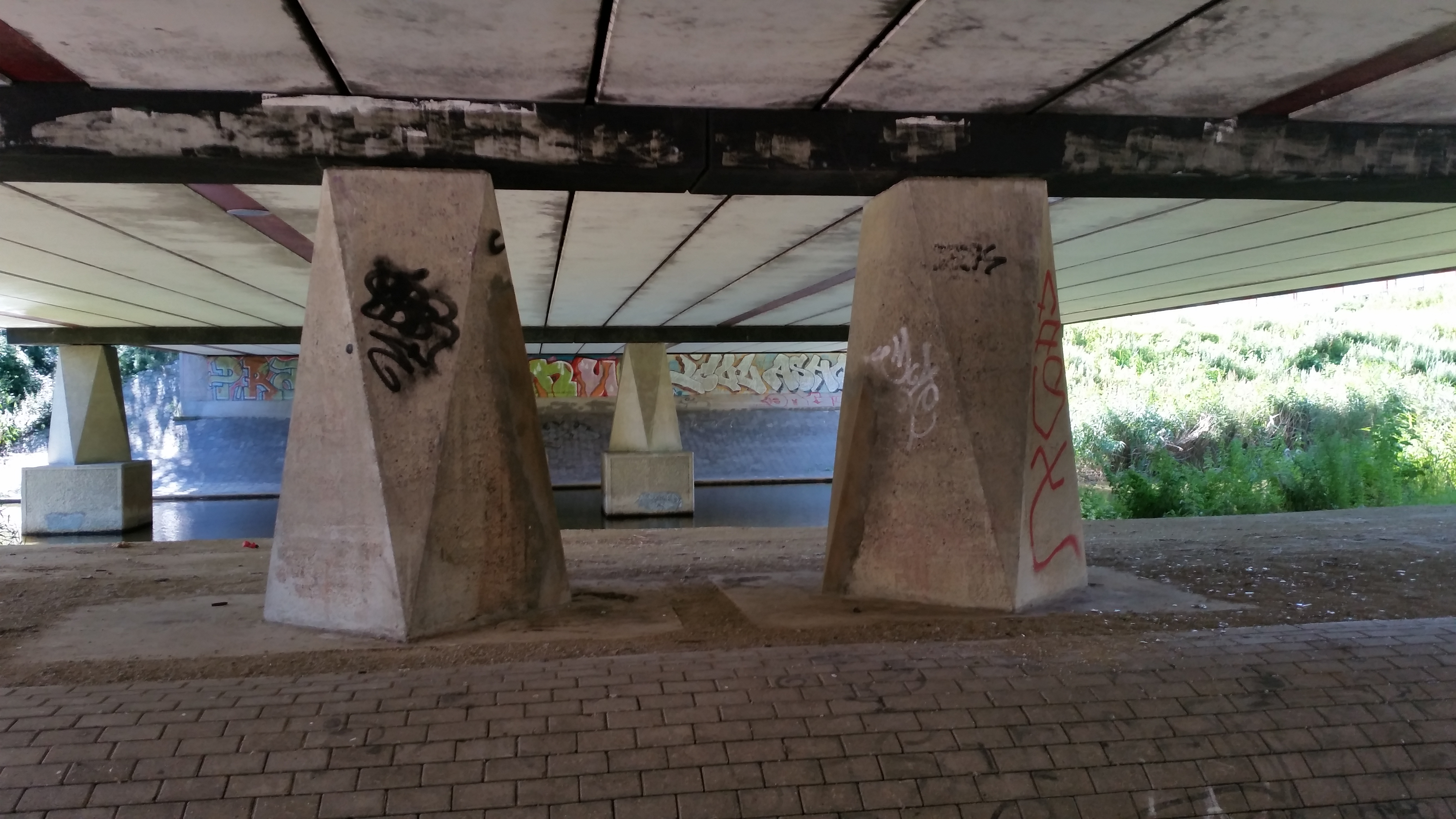
Pijlers en liggers van brug 1078 (augustus 2020)

<<< · 1000 · 1001 · 1002 · 1003 · 1004 · 1005 · 1006 · 1007 · 1008 · 1009 · 1010 · 1011 · 1012 · 1013 · 1014 · 1018 · 1028 · 1029 · 1030 · 1032 · 1033 · 1034 · 1035 · 1036 · 1037 · 1038 · 1039 · 1040 · 1041 · 1044 · 1045 · 1046 · 1048 · 1049 · 1050 · 1051 · 1062 · 1063 · 1064 · 1065 · 1066 · 1067 · 1076 · 1077 · 1078 · 1083 · 1090 · 1092 · 1093 · 1094 · 1095 · 1096 · 1097 · 1098 · 1099 · >>>
Brugnummers  1015, 1016, 1017, 1019, 1020, 1021, 1022, 1023, 1024, 1025, 1026, 1027, 1031, 1042, 1043, 1047, 1052/1053 (niet gebouwd), 1054, 1055, 1056, 1057, 1058, 1059, 1060, 1061, 1068, 1069-1075, 1079, 1080, 1081, 1082, 1084-1088, 1089 en 1091 (onbekend) zijn niet meer vergeven. De meesten daarvan zijn gesloopt in verband met sanering Zuidoost. Alle bruggen lagen en liggen in Zuidoost behalve bruggen 1000 en 1002.